# Мор, Иоганн
Иоганн Мор (нем. Johann Mohr; 12 июня 1916, Ганновер — 2 апреля 1943, Центральная Атлантика) — немецкий офицер-подводник, капитан 3-го ранга (1 апреля 1943 года), участник второй мировой войны.

## Биография
26 сентября 1934 года поступил на флот кадетом. 1 января 1937 года произведен в лейтенанты.

## Вторая мировая война
С сентября 1940 года 2-й помощник командира лодки U-124, которой командовал капитан-лейтенант Георг-Вильгельм Шульц. В декабре 1940 года стал 1-м помощником на той же лодке. К этому времени лодка заняла 3-е место в списке наиболее удачливых лодок германского флота.
8 сентября 1941 года Мор назначен командиром своей лодки и совершил на ней 6 походов (проведя в море в общей сложности 268 суток).
Мор стал известным благодаря успехам в борьбе против боевых кораблей, хотя при этом он являлся и одним из самых результативных подводников. 24 ноября 1941 года в Центральной Атлантике Мор потопил английский легкий крейсер «Дьюнедин», а в 1942 году — французский корвет «Мимоза».
27 марта 1942 года награждён Рыцарским крестом Железного креста.
В ночь на 12 мая 1942 года Мор атаковал конвой ONS-92 и за один бой потопил 4 судна общим водоизмещением 21 784 брт.
15 января 1943 года награждён Рыцарским крестом с дубовыми листьями.
Всего за время военных действий Мор потопил 29 кораблей общим водоизмещением 135 067 брт и повредил 3 корабля водоизмещением 26 167 брт.
U-124 вместе со всем экипажем была потоплена к западу от Опорто (Португалия) британским корветом «Стоункроп» и сторожевым кораблем (шлюпом) «Блэк Сван» («Чёрный лебедь»).